# Paris Combo (album)
Pour le groupe, voir Paris Combo.
Albums de Paris Combo
Living-Room
(1999)
Paris Combo est le premier album du groupe français Paris Combo.

## Liste des titres
1. On n'a pas besoin
2. Moi, mon âme et ma conscience
3. Je rêve encore
4. Les Portes de l'ennui
5. Irénée
6. Interlude Potzi
7. Istanbul
8. Le Roi de la forêt
9. St Exubérant
10. Si j'avais été
11. Ainsi soit-il
12. Valse d'amour
13. Obliques
14. Je suis un if
15. Berry-Bouy